# برايان ستاثام
برايان ستاثام (بالإنجليزية: Brian Statham)‏ هو لاعب كرة قدم بريطاني في مركز الدفاع، ولد في 21 مايو 1969 في هراري في زيمبابوي. شارك مع منتخب إنجلترا تحت 21 سنة لكرة القدم. أما مع النوادي، فقد لعب مع توتنهام هوتسبير وستيفيناغ بوروه ونادي برينتفورد ونادي بورنموث ونادي تشيلمسفورد ونادي ريدنغ ونادي غيلينغهام ونادي وكينغ وويلينج يونايتد.